# Champion Jack Dupree
William Thomas "Champion Jack" Dupree (New Orleans, 4 luglio 1910 – Hannover, 21 gennaio 1992) è stato un pianista e cantante statunitense.

## Discografia parziale
- Blues from the Gutter (Atlantic, 1958)
- Champion Jack's Natural & Soulful Blues (Atlantic, 1959)
- Champion of the Blues (Atlantic, 1961)
- The Women Blues of Champion Jack Dupree (Folkways, 1961)
- Trouble, Trouble (Storyville, 1962)
- The Best of the Blues (Storyville, 1963)
- Champion Jack Dupree Of New Orleans (Storyville, 1965)
- From New Orleans to Chicago (Decca, 1966)
- When You Feel the Feeling You Was Feeling (Blue Horizon, 1968) con Paul Kossoff, Duster Bennett, Simon Kirke
- Scoobydoobydoo (Blue Horizon, 1969, UK)
- The Heart of the Blues Is Sound (BYG, 1969)
- The Incredible Champion Jack Dupree (Sonet, 1970)
- The Hamburg Session (Happy Bird, 1974)
- Champion Jack Dupree "1977" (Isadora, 1977)
- Back Home in New Orleans (Bullseye Blues, 1990)
- Forever and Ever (Bullseye Blues, 1991)
- One Last Time (Bullseye Blues, 1993)